# Linh dương Bongo
Linh dương Bongo (danh pháp hai phần: Tragelaphus eurycerus) là một loài linh dương thuộc họ Bovidae, bộ Artiodactyla. Loài này được Ogilby mô tả năm 1836.

## Hình ảnh

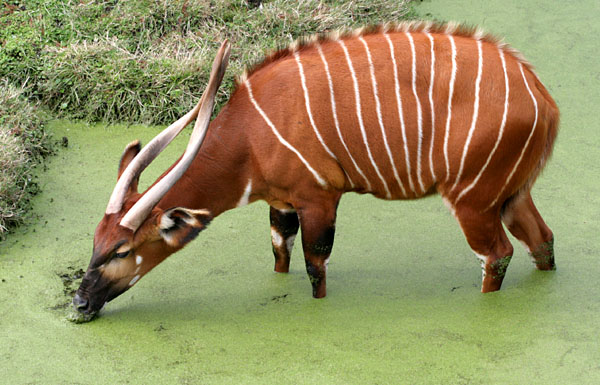
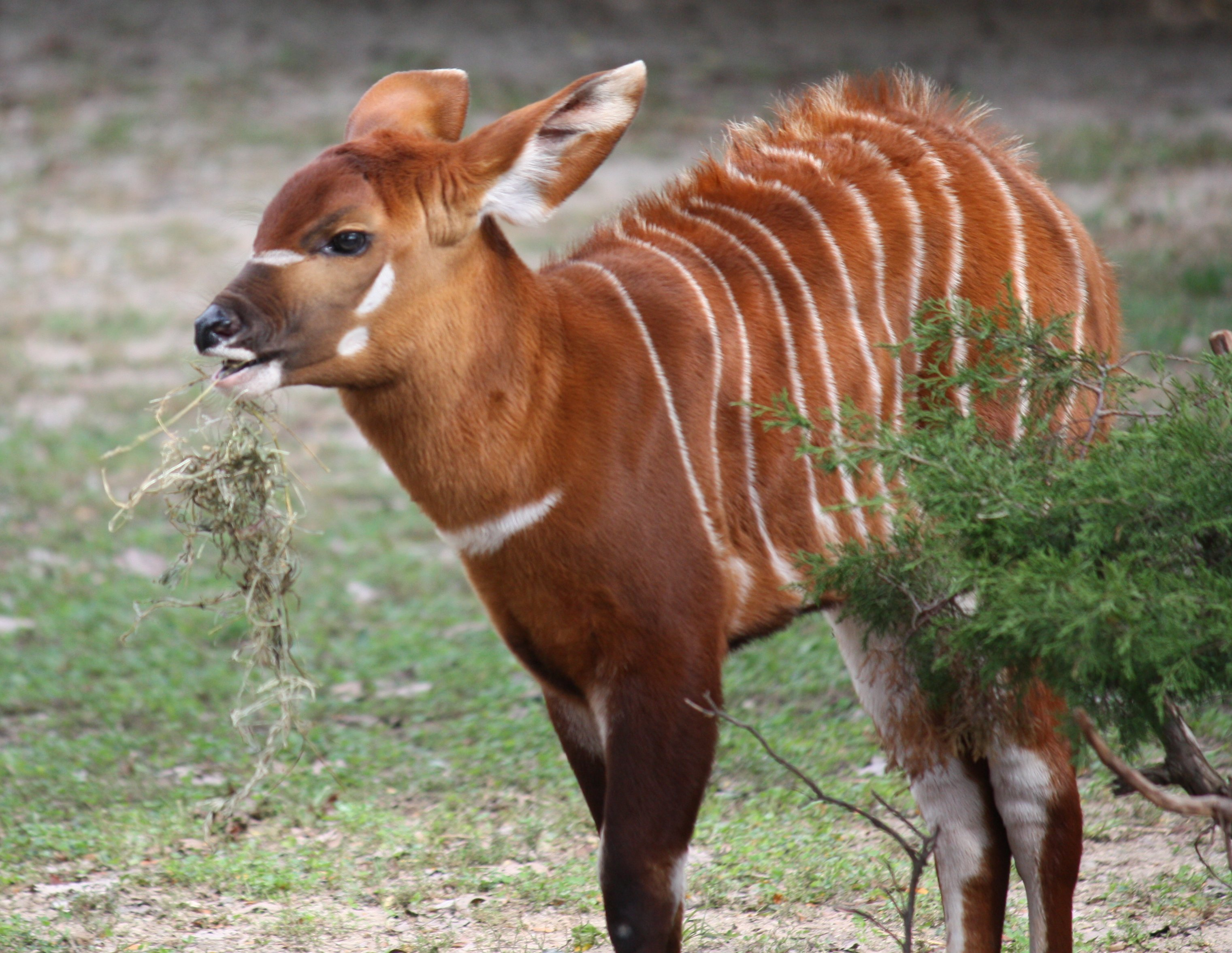
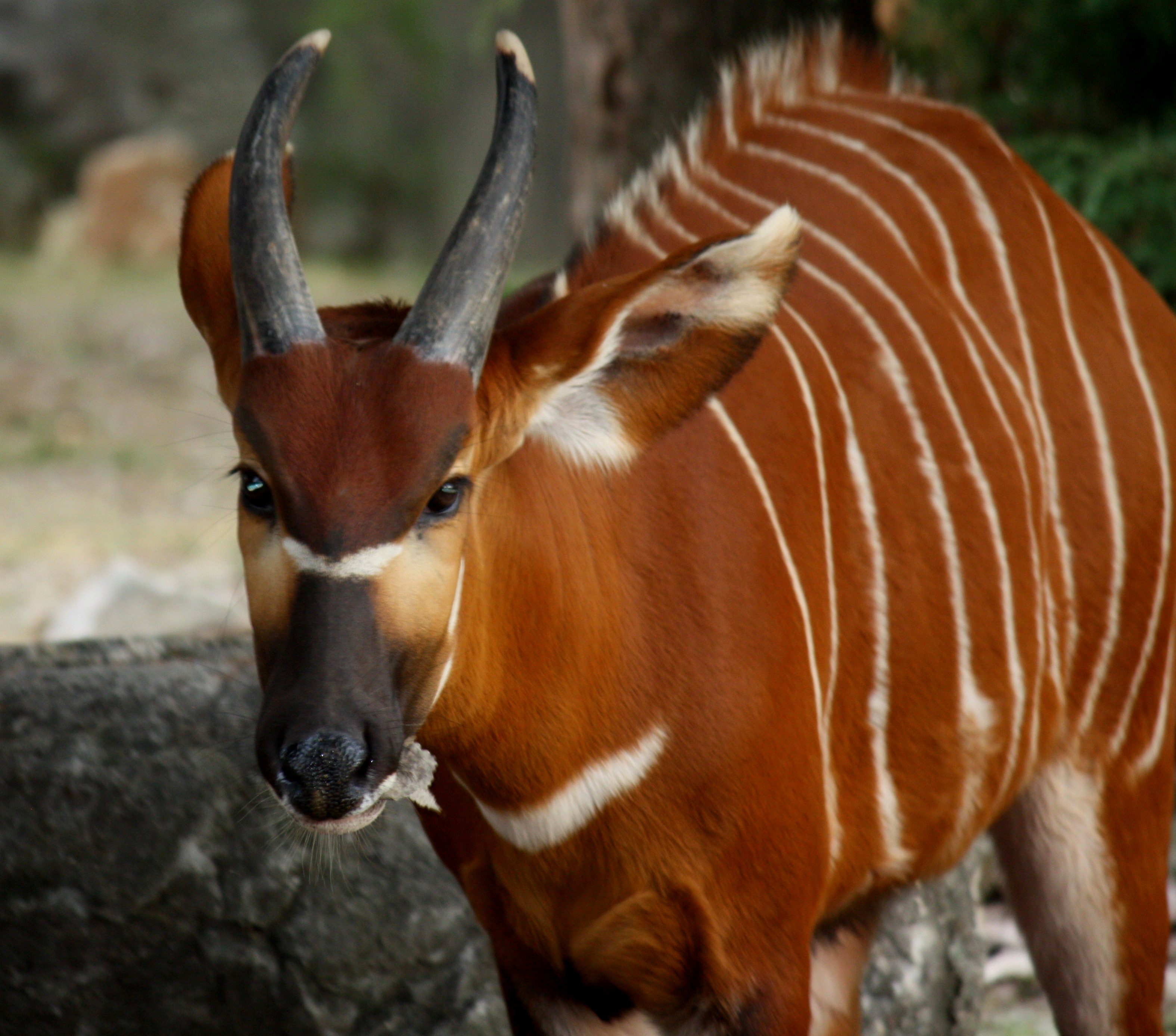
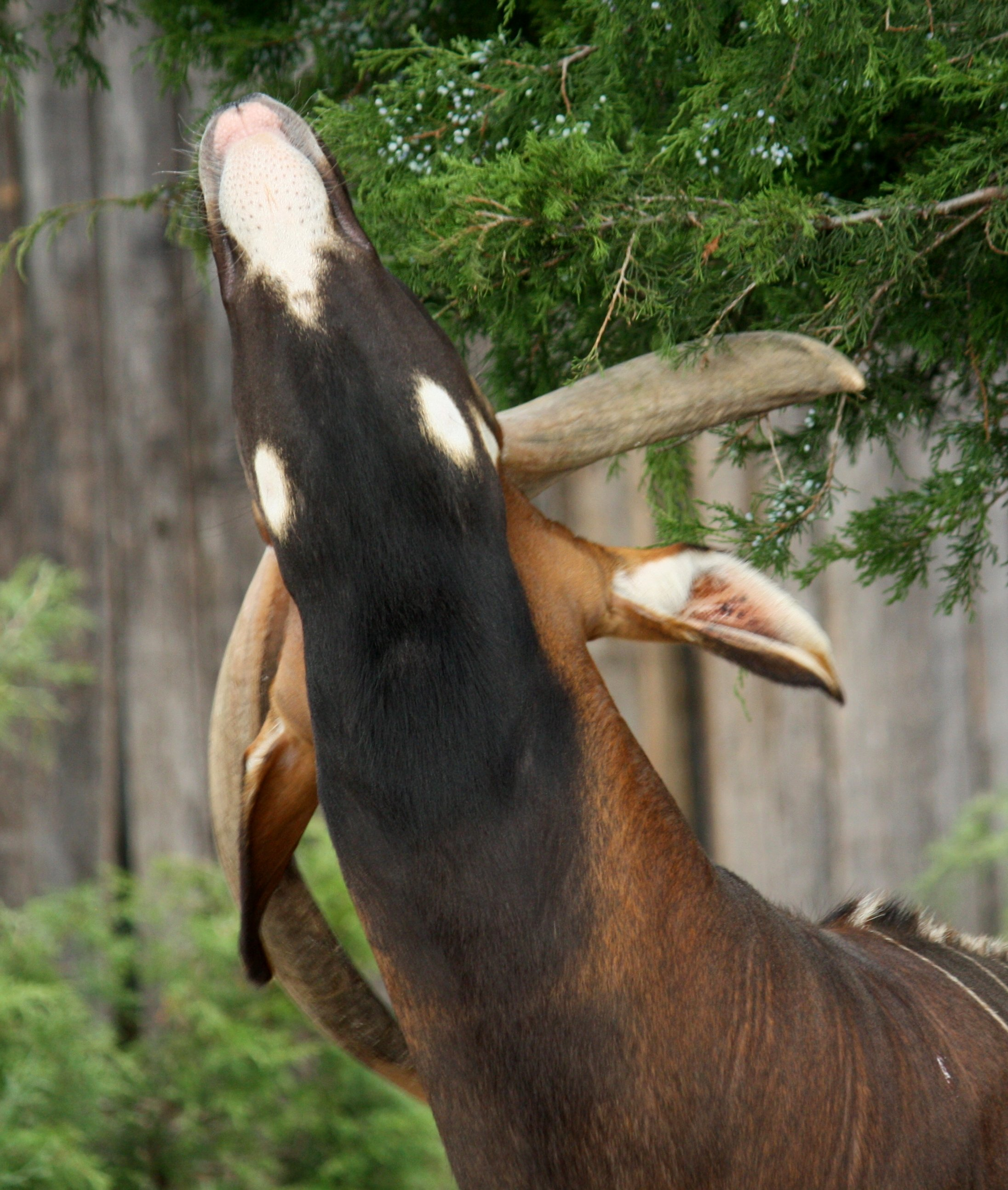